# Crossref
A Crossref (anteriormente estilizada como CrossRef )  é uma organização sem fins lucrativos de infraestrutura digital aberta voltada à comunidade global de pesquisa acadêmica. É a maior agência de registro de Identificadores Digitais de Objetos (Digital Object Identifiers, DOIs) da Fundação Internacional DOI. Tem mais de 19.000 membros de mais de 150 países que representam editoras, bibliotecas, instituições de pesquisa e agências de fomento, tendo sido lançado no início de 2000 como um esforço cooperativo entre editoras para permitir links de citação persistentes entre plataformas distintas.  Até julho de 2023, a Crossref havia identificado e conectado 150 milhões de registros de metadados para objetos de pesquisa, disponibilizando-os abertamente para reuso sem restrições. Eles intermediam uma média de 1,1 bilhão de resoluções de DOIs (cliques em um link DOI) todo mês e recebem por volta de 1 bilhão de consultas de metadados todo mês.

## Histórico
A Crossref é uma associação sem fins lucrativos de aproximadamente 19.000 membros votantes, composta por sociedades e editoras, incluindo organizações comerciais e sem fins lucrativos, instituições acadêmicas e de pesquisa, agências de fomento de pesquisas, museus, repositórios, agências governamentais e ONGs. O Crossref inclui membros com modelos de negócios variados, incluindo aqueles com políticas de acesso aberto e de assinatura. O Crossref não fornece um banco de dados de textos científicos, mas sim ligações entre conteúdo hospedado em outros sites, provendo metadados abertos e identificadores persistentes.
A Crossref interliga milhões de itens de diversos tipos, incluindo periódicos, livros, anais de conferências, bolsas de pesquisa (grants), relatórios técnicos e conjuntos de dados. O conteúdo vinculado inclui materiais de disciplinas científicas, técnicas e médicas (STM) e de ciências sociais e humanas (SSH). O modelo de sustentabilidade da Crossref inclui uma taxa de associação anual, uma taxa de registro por DOI gerado e taxas de serviço adicionais, enquanto o acesso a todos os metadados permanece aberto sem restrições. A Crossref fornece essa infraestrutura técnica e comercial baseando-se em identificadores de objetos digitais (DOIs). O Crossref fornece um serviço de consulta para seus registros por meio de uma API REST, além de um formulário de busca. 
Além de metadados vinculando objetos acadêmicos, a Crossref media um contrato entre seus participantes, que concordam em atribuir DOIs ao conteúdo atual de seus periódicos e vincular as referências de seu conteúdo ao conteúdo de outras editoras. Essa reciprocidade é um componente importante do que faz o sistema funcionar.

## Metadados
Quando um periódico acadêmico publica um artigo, é comum que o corpo editorial insira as seguintes informações sobre o artigo no Crossref: nome do periódico, DOI do artigo, data de publicação, volume do periódico, edição e página, URL do artigo e do periódico e número de páginas. Outros metadados opcionais que podem ser inseridos incluem o resumo do artigo, os identificadores ORCID dos autores, informações de financiamento, incluindo IDs de registro de financiadores e números de concessão de financiamento, informações de licença e URLs para verificação de similaridade.
As referências citadas por cada trabalho também podem ser adicionadas como metadados. Isso contribui para o serviço Crossref Cited-by, que permite analisar quais artigos citaram outro.  A maioria das principais editoras acadêmicas fornece as referências de cada um de seus artigos. A editora Elsevier é um exemplo de editora que apresentou resistência, mas começou a fornecer referências em 2021. 
Atualmente, o Crossref não oferece suporte para adicionar informações sobre a função de cada autor ou outro colaborador em um artigo, mas esse recurso está planejado para ser lançado em 2025, pelo menos para informações da taxonomia CRediT . 

### Crossmark
O sistema de atualização Crossmark, fornecido pela Crossref, facilita atualizações, correções e retratações para a comunidade acadêmica. O leitor pode clica no botão Crossmark para visualizar o status do documento. Se houver uma atualização, as informações de status incluirão um link DOI para a declaração de correção ou retratação.
O sistema Crossmark também permite que  editores vinculem publicações sobre um ensaio clínico, como aquelas que relatam seus resultados, ao registro prévio desse ensaio clínico. 

## Desafios
Em junho de 2024, uma equipe de pesquisa divulgou que encontrara metadados fabricados inseridos no banco de dados Crossref; no caso de uma editora analisada em específico 9% das referências estavam erradas. Essa informacão também propagou-se a outros conjuntos de dados como o Openalex. Os metadados encontrados nos exemplos  não continham mais as citações reais, mas citações fabricadas.  

## Prêmios
O Conselho de Editores Científicos (Council of Science Editors CSE) concedeu à Crossref seu Prêmio por Conquista Meritória na reunião anual do CSE em maio de 2009. Esta foi apenas a segunda vez que o prémio foi atribuído a uma organização e não a um indivíduo. 

Em setembro de 2012, a Crossref recebeu o prêmio da Association of Learned and Professional Society Publishers (ALPSP) por contribuição à publicação acadêmica. De acordo com a ALPSP, "Com mais de 4.000 editoras participantes, o alcance da Crossref é internacional e é muito bem visto não apenas entre as editoras, mas também entre a comunidade literária e pesquisadores." 